# Santa Bárbara (Guerrero)
Santa Bárbara es una localidad del estado mexicano de Guerrero. Es parte del municipio de Pungarabato.

## Toponimia
El nombre de la población hace referencia a la santa patrona de la localidad: Bárbara de Nicomedia.

## Demografía
| Gráfica de evolución demográfica |
|                                  |

| Censo | Población |
| ----- | --------- |
| 1910  | 209       |
| 1921  | 277       |
| 1930  | 259       |
| 1940  | 195       |
| 1950  | 262       |
| 1960  | 196       |
| 1970  | 325       |
| 1980  | 494       |
| 1990  | 690       |
| 2000  | 825       |
| 2010  | 1 144     |
| 2020  | 1 057     |